# عامل خلطي
العوامل الخلطية (بالإنجليزية: Humoral factor)‏ هي عوامل تنتقل بواسطة جهاز الدوران، وهي موجودة في الدم، وتتضمن:
- عوامل مناعية خلطية في الجهاز المناعي.
- هرمونات في جهاز الغدد الصماء.